# スナックママ連続殺人事件
スナックママ連続殺人事件（スナックママれんぞくさつじんじけん）は、1991年（平成3年）12月に兵庫県・島根県・京都府で発生した連続殺人事件。
少年時代に殺人を犯し懲役刑に処された前科のある男N（事件当時35歳）がスナック経営者の女性4人を相次いで殺害し、被害者の金品を奪った。
加害者の男Nは連続殺人4件（強盗殺人事件3件・殺人および窃盗事件1件）を起こした後、翌1992年（平成4年）1月に逃亡先の大阪府大阪市天王寺区内で逮捕されたが、その直前には強盗殺人未遂1件（被害者は女性落語家・桂花枝）を起こした。逮捕前から一連の連続殺人4件は警察庁により、広域重要指定119号事件に指定され、逃走中の強盗殺人未遂事件も広域事件として追加指定されている。Nは2005年（平成17年）に死刑が確定し、2017年（平成29年）に大阪拘置所で死刑を執行されている（61歳没）。
警察庁によれば、1人で4件の連続殺人事件を起こした事例は直近では、宮﨑勤による東京・埼玉連続幼女誘拐殺人事件（1988年 - 1989年）などがあったが、わずか2週間あまりで4人を殺害した上、警察庁が広域重要指定事件として最優先で捜査を指示している中、さらに強盗殺人未遂などの事件を起こしたという大胆な犯行は、極めて異例のものだった。

## 元死刑囚N
加害者N・Mは1956年（昭和31年）1月14日、鳥取県鳥取市西品治で生まれた。
獄中では一時期、「K」姓を名乗っていた。

### 生い立ち
Nの生家はJR鳥取駅付近の住宅街で、家の横を流れる川が雨のたびに氾濫するような住居環境だった。
Nは4女1男（姉4人）の末っ子で、父親は日雇いの土木作業員だった。父親は冬になると山陰地方から出稼ぎに行くため、Nは母や姉たちとともに生活していたが、貧困から食事を満足に摂れず、自身も小中学校にほとんど通えないような家庭で生育した。姉は公民館の識字学級で読み書きを覚えたほか、N自身も教護院などで過ごしてきたため、刑務所に入所するまでは字の読み書きができなかった。また、父親は母親に対し暴力を振るうことがあったほか、母親も非常にしつけが厳しく、姉たちを殴ることがよくあった。母親は糖尿病を罹患して入退院を繰り返していたが、満足な治療を受けられず、Nが9歳の時に死亡した。
Nは1962年（昭和37年）春に小学校へ入学したが、小学校在学中は休みがちで、1年に3分の1近く欠席しており、たまに登校してもいじめっ子からよく殴られたため、ますます不登校の傾向が強まっていった。当時の同級生は、Nについて「無口でとっつきにくい所があり、一人で思い詰める方。時々行き過ぎたいたずらをすることがあった」と述べている。
1968年（昭和43年）中学校に進学したが、その後もいじめは続き、勉強にもついていけず、1年2学期は半分近く欠席した。中学2年生の春には、万引き・女子中学生へのいたずらを起こし、1970年（昭和45年）5月、鳥取県米子市内の教護院に収容された。1971年（昭和46年）、教護院内の中学校を卒業したが、同施設を出た際には既に父親が家を売り払っており、溶接工・塗装工など、鳥取県内などで職場を転々としていたが、同年3月ごろから3回にわたって窃盗事件を起こし、1972年（昭和47年）には岡山少年院（中等少年院）に送致された。1973年（昭和48年）10月に少年院を仮退院して以降は、義兄に引き取られ、ブロック工・パチンコ店員などとして働いたが、仕事は長続きせず、昼間からパチンコ店に出入りするような生活を送った。この時に暴力団組員と知り合い、風呂場の脱衣場荒らしなどで金を盗み、パチンコ・映画などで使い果たすような生活を続けた。

### 殺人前科
1974年（昭和49年）7月6日0時30分ごろ、少年N（当時18歳）は鳥取市永楽温泉町で女性経営者（当時26歳）に乱暴しようとして騒がれたため、店内にあった包丁（刃渡り24.4 cm）で女性の首を切りつけて殺害し、売上金2万2,000円入りの財布を盗む事件を起こした。事件発生を受け、鳥取県警察が鳥取警察署に捜査本部を設置し、犯人として若い男の行方を追っていた一方、Nは知人宅に立ち寄っていたが、出頭するよう促され、事件発生から約6時間後（6時35分ごろ）、知人に付き添われて鳥取署に出頭。人相・服装が目撃者の証言と酷似していたため、同日8時に殺人容疑で逮捕（緊急逮捕）された。
同事件で被告人として起訴された少年Nは、殺人・強姦未遂のほか、窃盗・有印私文書偽造および同行使・詐欺の罪に問われ、1975年2月25日、鳥取地方裁判所（大下倉保四朗裁判官）で懲役5年以上10年以下の不定期刑（求刑：同）の判決を受けた。判決宣告後、Nは大下倉から「自分の生活態度を厳しく律し、服役後ははじめに仕事をするように」と説諭され、「はい」と答えていた。判決確定後、Nは松江刑務所に服役した。

### 強盗致傷を再犯
Nは1984年（昭和59年）6月19日に松江刑務所を仮出獄したが、それから119号事件で逮捕されるまで、刑事施設の外で暮らした日数はわずか158日だった。Nは出所後、島根県松江市の島根県更生保護会に入会し、8月18日までは松江市内のパチンコ店で働いたが、その後は鳥取市内に戻り、旅館・駅待合室・親戚宅などを泊まり歩いた。Nは鳥取に帰った当時、13万円を持っていたが、旅館代やパチンコ・飲み代など遊興費として使い果たしたため、鳥取を離れて他の場所で働こうと思い付き、まとまった金を得るため、それまで2回泊まり、様子のわかった旅館「たつみ」（鳥取市永楽温泉町）を狙い、強盗致傷事件を起こした。
N（当時28歳）は同年9月10日1時ごろから「たつみ」に投宿し、同日8時40分ごろ、経営者の妹（当時58歳）の首に左手を巻き付けた上で、右手に持った果物ナイフを突きつけ、「20万円出せ」と脅したが、いったん被害者から離れた隙に逃げられたため、現場から逃走した。被害者は逃げる際にNと揉み合いになり、首などに1週間の怪我を負った。Nは犯行後、タクシーで親戚宅（鳥取市湖山町）に行き、留守中に上がり込んで預けていた服に着替えた後、鳥取市西品治の施錠されていなかったアパートの空き部屋に侵入し、深夜まで身を隠していた。しかし、強盗致傷容疑で鳥取署に指名手配され、翌日（9月11日）夜、アパートを出てうろついていたところ、鳥取署員に逮捕された。現場の旅館は、1974年に殺人事件を起こしたスナックからわずか100 mしか離れていなかった。
Nは同年9月29日、強盗致傷の罪で鳥取地裁に起訴された。1985年（昭和60年）1月23日、被告人Nは鳥取地裁（田村秀作裁判長）で懲役7年（求刑：懲役8年）の判決を言い渡された。Nは鳥取刑務所に服役したが、同房者と喧嘩が絶えず、ほとんど独房で過ごしており、仮出所を認められなかった。1991年10月25日、満期出所したが、出所前には「出所しても何もいいことはないから出所したくない」と漏らしており、その約2か月後に連続殺人事件を起こした。

## 事件の経緯

### 事件前の動向
Nは鳥取刑務所を出獄後に服役中知り合った暴力団組員を頼り、2日後（1991年10月27日）には岡山県倉敷市の暴力団事務所へ身を寄せ、電話番などをして過ごした。Nは組事務所で41日間過ごしたが、その間の11月20日には倉敷市内のスナックで女性経営者を襲い、何も取らずに逃走した。さらに12月6日、Nは親しくなった組員宅を訪問してその妻と話をしていたが、組員夫妻の3歳の子供を突然抱きかかえ、持っていた刃物を突き付けて「金を出してくれ」と妻を脅した。結局は子供の母親（組員の妻）からなだめられ、何も取らずに逃走したが、この事件が組長に分かり、それ以降Nは組から追われる身となった。
12月10日ごろには岡山県和気郡和気町の知人宅に身を寄せたが、その家から現金10万5千円を盗んで姿を消し、同日 - 12日ごろまでは姫路市内のホテルに宿泊していた。

### 連続殺人
一連の犯行はいずれもスナックの客を装い、ママと2人きりになった密室状態の店内でママを襲うもので、B事件（松江事件）以外はいずれも夜の犯行だった。Nによる殺人現場となったスナック4店舗はいずれも発見時、店のネオンが消えていたほか、うち3店はNが犯行後に休店を装う目的で外から施錠した上で逃走していた。そのため客からは「休店が続いている」と思われ、姫路の事件（A事件）は発生から13日、松江の事件（B事件）も3日間発見が遅れることとなった。
またNは一連の連続殺人の途中、被害に遭った店以外にも京都府京都市内などで複数のスナックに来店していたが、下京区西木屋町の和風スナックを初めて訪問した際には客が自分1人になるとママに対し「これから友達5，6人で貸し切りにしたい。他の客には来てほしくないのでネオンを消し、ドアも施錠してほしい」と頼んだが断られていた。
このほか、Nは犯行時には黒いジャンパーを着用していた一方、下見・逃走時には白・青など明るい色のジャンパーに着替えていた。また、Nは投宿先で刑務所仲間などの姓名から取った多数の偽名を使用していた。

#### 姫路事件（A事件）
Nは1991年12月11日（A事件の前日）16時ごろ、西日本旅客鉄道（JR西日本）姫路駅（兵庫県姫路市）付近のレンタカー会社営業所に立ち寄って道を尋ねたが、突然カウンターに身を乗り出して女性事務員を「俺は恐ろしい人間だ」と脅迫し、もう1人の女性事務員が110番通報しようとすると慌てて逃亡した。
加害者Nは1991年12月12日夜、兵庫県姫路市坂元町26番地のスナック「くみ」にて同店経営者女性A（当時45歳）の首を手で絞めて殺害し（死因：窒息死 / A事件）、現金6,000円などを盗んだ。事件直後（当日夜 - 翌日未明）にはJR山陰本線・城崎駅（現：城崎温泉駅）付近の線路脇で被害者Aのクレジットカードなどが入ったポーチが発見され、後にポーチからはNの指紋が検出された。
被害者Aの遺体は12月25日20時20分ごろに発見され、左首・腹には数か所の刺し傷があった。兵庫県警察の捜査本部（姫路警察署）は当初「客として立ち寄った男が飲酒した後で犯行に及んだ可能性が高い」として被害者Aの交友関係を中心に聞き込み捜査をしたが、有力な情報は浮上しなかった。
A事件直後の同日午後、Nは鳥取県米子市内の旅館に偽名で宿泊したが、その際に旅館の女性経営者へ（被害者Aが12月6日に購入した）袋入りの年末ジャンボ宝くじ20枚を渡した。2日後の1991年12月14日夕方、旅館に投宿していたNは12月12日に同市内で発生した（Nの事件とは別の）強盗事件に関して米子警察署員から職務質問を受けたが、この時にはA事件前に最後にスナック「くみ」を訪れた客の名前を名乗っていた。

#### 松江事件（B事件）
12月20日、Nは山陰本線・松江駅（島根県松江市）のコインロッカーに紫色のジャンパーなどを預け、明るい青地に黄色い線の入ったジャンパーを着用した。同日夜には松江市内の（Bの店「鍵」とは別の）スナックを訪れていたが、この時にはママに対し「他の客の下手なカラオケを聞きたくないから自分1人で店を貸し切りたい」と要求し、「強盗では」と思った経営者から断られても約30分間にわたり執拗に迫ったが、同日はNとは別に常連客がいたため、経営者は事なきを得た。また同日、鳥取市内で前述の暴力団組員十数人（車3台に分乗）がNを「泥棒」と叫びながら追いかけている姿が目撃されていたが、Nは銭湯の庭に2時間余り隠れて組員たちから逃れた。
1991年12月21日12時 - 13時ごろ、Nは松江市寺町204番地のスナック「鍵」にて同店経営者女性B（当時55歳）の首を手で絞めて殺害し（死因：窒息死 / B事件）、現金約20万円を奪った。B事件直後の13時ごろ、Nは松江駅前からタクシーに乗車して松江市を離れ、同日15時ごろには鳥取県米子市内でポーチを購入したほか、17時ごろには同県倉吉市内のスナックを訪れ、店の女性経営者に被害者Bの血液が多量に付着したジャンパーが入った袋を預けた。同日3時30分ごろ、Nは女性経営者の車で京都市へ向かったが、その後は店に1回電話をしたきりで戻らなかった。
Bの遺体は12月24日13時30分になってBの家族により発見され、遺体の胸には3か所の刺し傷があった。一方でNは12月24日夜に後述のC事件現場となった「まき」の上階（「たかせ会館」2階）にあるスナックを初めて訪れていた。

#### 京都事件（C事件・D事件）
C事件現場：スナック「まき」 - 京都市中京区高瀬川筋四条上る紙屋町367。雑居ビル「たかせ会館」1階
Nは1991年12月26日未明、「まき」にて同店経営者女性C（当時55歳）の左首を刃物で刺して殺害し（死因：失血死 / C事件）、現金5,000円を奪った。遺体は12月27日13時に発見され、左首2か所・左胸1か所に傷があったほか、首を絞められた痕も確認され、京都府警察刑事部捜査第一課は殺人事件と断定して五条警察署（現：下京警察署）に捜査本部を設置していた。同日（27日）夜、Nは「まき」周辺で捜査員が聞き込みをしている中で「まき」の上階にある先述のスナックを訪れ、C事件を話題にしながら閉店時（28日2時）まで店にいたが、飲食代3万円を請求されると「後で銀行に振り込む」と言い、売上金をもって帰宅する経営者がタクシーに乗車しようとすると「一緒に乗せてくれ」と強引に乗り込んだ。そしてタクシーが付近のホテル（八坂神社近く）前で「親父がこのホテルに泊まっている。金を払う」と下車したが、経営者は「銀行振り込みでいい」と誘いに乗らず、Nだけが下車した。
Nは1991年12月28日朝、C事件現場から200 m離れた京都市中京区河原町通三条下る二丁目東入「京都観光ビル」地下1階のスナック「なかま」にて同店経営者女性D（当時51歳）の心臓を刃物で一突きにして殺害し（死因：失血死 / D事件）、現金1万数千円を奪った。その直後（6時40分ごろ）、NはDが血だらけで倒れた店内にてレジのそばで金を物色していたところをDの長男E（事件当時25歳）に発見されたが、Eの顔をビール瓶で殴って軽傷を負わせた上で逃走し、同日から大阪・天王寺の旅館に2泊した。Dは同日8時ごろに搬送先の病院で死亡し、遺体の首には強く抑えた痕が確認された。同事件についても京都府警捜査一課は強盗殺人事件として五条署に捜査本部を設置して捜査したが、C事件と現場がほとんど離れていなかったことから2事件の関連性が指摘された。
D事件翌日（兵庫県警に逮捕状を請求された日）の12月29日、Nは（26日夜に訪れた）C事件現場の上階のスナックに「借金を払う」と電話して店主と天王寺で落ち合い、代金2万円のうち5,000円を払ったが、翌日に特別手配されることとなった。

#### 指名手配
B事件以降の3件の現場では月星製運動靴の足跡が発見されたほか、A事件・D事件の各現場には指紋が残されており、それら2つの指紋は同年10月に鳥取刑務所を出所した加害者Nのものと一致した。これに加えて「A・B事件の被害者女性はC事件と同様に、手で首を絞められてから鋭利な刃物で首・胸を刺されていること」「4事件とも被害者女性は繁華街にて1人で小さな店を経営していたこと」などから4事件の共通点が見いだされた。
その一方で、岡山県警察は12月10日ごろに和気町（Nの刑務所仲間宅）で発生した窃盗事件を調べていたが、この事件に関してもNが浮上したため、12月下旬には関係の県警で合同捜査会議を開催した。結局、まずは容疑の濃い窃盗事件で逮捕状を取り、強盗殺人事件の重要参考人として行方を追うことを決めた。
その後、兵庫県警捜査本部は12月29日に男NをA事件の犯人と断定して殺人容疑で逮捕状を請求し、同日には京都・兵庫・島根の3府県警が「4件はいずれも同一犯の可能性がある」として共同捜査に乗り出す方針を決めた。そして翌30日には京都府警もD事件の強盗殺人容疑で被疑者Nの逮捕状を取ったほか、警察庁が本事件をNによる連続殺人事件と断定して本事件を広域指定し、被疑者Nを全国に特別指名手配した。翌31日、京都府警も強盗殺人などの容疑で被疑者Nを指名手配した。
一方でNは逃亡先として、かつて鳥取刑務所に服役していた和歌山県在住の刑務所仲間宅に転がり込もうとしていたため、それまでの一時的な潜伏先として和歌山方面（JR阪和線）の電車の始発駅となっているJR天王寺駅に近い天王寺界隈を選び、指名手配された12月30日には天王寺でパチンコをしてから大阪府大阪市天王寺区堀越町11番地の簡易旅館に偽名で宿泊したほか、後述の桂花枝殺害未遂事件の現場となったアパートを訪れて大家に入居希望を伝えた。しかし事件が広域重要指定されたことから簡易旅館を出て天王寺区周辺で野宿を始め、翌日（12月31日）には前述のアパートを再び訪れて「今度、隣に引っ越します」と桂に挨拶した。その一方でNは当時無一文に近く、アパートに押し入り強盗して金を貯め、ほとぼりが冷めてから和歌山方面へ向かおうとしていた。
12月31日14時ごろ、Nは天王寺区大道一丁目のマンションの一室に侵入して4万円入りの財布を盗んだ。当時は住人が不在だったため空き巣になったが、仮に住人がいれば凶悪事件に発展していた可能性が指摘された。
1992年（平成4年）1月1日 - 5日までNはアパート周辺に潜伏しつつ、一人暮らしの高齢者と長時間過ごして正月を迎えていた。また桂のアパートへ押し入る前日（1992年1月4日）、Nは大阪市浪速区恵美須東二丁目の靴店でスニーカーを購入し、犯行当時から履いていたスニーカーを同店横のゴミ箱に捨てていた。

### 桂花枝殺害未遂事件
1992年1月5日10時45分ごろ、逃亡中のNは大阪市天王寺区堀越町のアパートに侵入し、当時このアパートに住んでいた女性落語家・桂花枝（当時27歳・本名：入谷ゆか / 現：桂あやめ）の部屋を訪れ「隣に入居することになった者だ。少し電話を貸してほしい」と声を掛けた。桂が玄関まで電話機を持ってきたところ、Nはいきなり桂の首を絞めて失神させた。桂はしばらくして意識を取り戻したが、室内を物色していたNに再び首を絞められ「殺さないで」と抵抗した。Nは桂に「金はあるのか？」と脅して金のありかを訊き出し、現金14万円を奪い逃走した。
逃走する際、Nは桂に対し「俺は京都で2人を殺して島根から逃げてきた。新聞に毎日載っている男だ」と話した一方、現金を得ると煙草に火をつけて座り込み、桂に対し「すまんことをした。もう何日も食べてなくて自暴自棄になった。これ以上罪は重ねない」と話した。
桂はNと揉み合った際に全治約10日の怪我を負ったほか、首を絞められたことで一時意識を失ったが、意識を回復した14時20分ごろに天王寺警察署へ110番通報した。これを受け、大阪府警捜査一課は強盗殺人未遂事件として天王寺署に捜査本部を設置し、現場に残された指紋からNの犯行と断定した。
同日は全国で一斉に旅館・ホテルなどへの聞き込み捜査が行われており、「Nが近辺に潜伏している」という情報を把握していた大阪府警に加え、京都府警・兵庫県警もそれぞれ現場周辺で厳戒態勢を取り、張り込み捜査を続けていた。Nはこの事件で14万円を奪ったため、大阪府警内部には「遠くへ逃げ去った」という見方もあったが、捜査本部は土地勘のある場所にこだわるNの性格から、天王寺区から遠くには逃げないと判断。区内を中心に捜査員250人を動員し、事件翌日の1月6日にはNの顔写真・似顔絵・特徴を書いたチラシ7,000枚を作成して情報提供を呼びかけていた。

## 逮捕
6日19時ごろ、Nは大阪市天王寺区大道二丁目のマンション5階の部屋を訪れ、住人の会社員女性X（当時31歳）に対し「（同じマンションの近くの部屋に住んでいる）母と義父の仲が険悪なので、しばらくいさせてほしい」と持ち掛け、これを信用したXはNを部屋に入れた。Nは逮捕まで16時間近くX宅で過ごし、Xと2人暮らししていた長男Y（当時7歳・大阪市立聖和小学校1年生）と2人でテレビを観たり、Xが注文した丼物を食べるなどしていたが、NはXから何度も帰るように諭されても腰を上げようとせず、やがてXはNをいぶかしく思うようになった。
Yが寝入った翌日（1992年1月7日）1時過ぎ、Nは台所に水を汲みに行こうとしたXの首を突然両手で絞めた。しかしXが臆せずに「何をするの！」と大声を上げ、叫び声に反応して目覚めたYが泣き叫んだためにいったん手を放した。しばらくしてNは再びXの首を（1回目より強く）絞めたが、この時も長男の泣き声で思い留まった。NはXの首から手を放して自らの名を名乗り、「つまらないことをした。悪かった」と謝罪した上で身の上話をし、何度も「人を殺してきた。もう自殺するしかない」と言っていたが、Xから「自分が警察に付き合うから自首しなさい」と繰り返し説得されたことで朝になって「自首する」と言った。
10時40分ごろ、XはYを近くの学童保育所に連れて行くためNと一緒に家を出たが、Nは母子とは同行せず、約1時間後に逮捕されるまでマンション5階廊下に残っていた。その後、付近の天王寺大江学童保育所へYを送っていったXは同所指導員に対し「殺人犯のNが家に来ている」と訴え、指導員は近くの派出所へこのことを知らせた。警察官がXの居宅マンションへ駆けつけたところ、5階廊下に居残っていたNを発見して「Nだな」と声を掛けた。Nは抵抗せず、11時46分に逮捕された。なおこの居座り事件について大阪地方検察庁は被害者Xが処罰を望まなかったことなどから立件を見送った。
逮捕後、被疑者Nは逮捕に至った心情について「桂やXは自分の生い立ちを真剣に聞いて同情もしてくれた。熱心に自首するよう勧められ『捜査も厳しいし、もう捕まってもどうなってもいい』と思った」などと供述した。また逮捕直後は殺人4件についていずれも犯行を認め、動機を「金が欲しくてやった。金を奪うためには女1人のスナックを狙い、ママを殺してでも奪うことしか思い浮かばなかった」と自供したが、その後は態度を硬化させ、大阪の事件以外は触れることを避けるようになっていった。

## 起訴
1992年1月28日、大阪地方検察庁は桂に対する強盗殺人未遂罪で被疑者Nを大阪地方裁判所へ起訴した。その後、被告人Nは以下のように各県警・地検により再逮捕・起訴された（以下、特記なき場合逮捕容疑・起訴罪状は強盗殺人容疑である）。
| 事件名 | 逮捕日        | 管轄警察           | 起訴日        | 管轄検察庁       | 備考 |
| ------ | ------------- | ------------------ | ------------- | ---------------- | --- |
| A事件  | 1992年1月28日 | 兵庫県警（姫路署） | 1992年2月19日 | 神戸地検姫路支部 | 逮捕当日に天王寺署（拘置先）から姫路署へ移送。1992年1月31日に送検。 |
| D事件  | 1992年2月20日 | 京都府警（五条署） | 1992年4月3日  | 京都地検         | Dへの強盗殺人＋長男Eへの強盗致傷容疑。逮捕時にNが着ていた黒いジャンパーから被害者Dと同じ血液型が検出された。 逮捕当時は後者の容疑を否認したが、後の4件の殺人で初めて被害者殺害を認めた。 1992年2月21日に送検されたが、NはD殺害の事実を認めたものの動機を黙秘し、凶器とされる包丁も発見されなかったため、京都地検は1992年2月12日付で処分保留とし、C事件と一括で起訴。 |
| C事件  | 1992年3月12日 | 京都府警（五条署） | 1992年4月3日  | 京都地検         | 足跡など現場の証拠が少なかったため、4事件で最も立証・逮捕状発行に時間を要した。 1992年3月14日に送検。先んじて送検されていたが処分保留になっていたD事件と一括で起訴された。 |
| B事件  | 1992年4月6日  | 島根県警（松江署） | 1992年4月28日 | 松江地検         | 1992年1月14日に逮捕状発行・1992年4月8日に送検。事件前後に加害者Nが着用していたとされるジャンパーを鑑定したところ、付着した血液は被害者Bの血液とDNA型が一致した。 |

複数府県にまたがる事件の場合は各府県ごとに地元で発生した事件について捜査・送検・起訴の手続きが取られるが、迅速な審理のため各地方裁判所間の協議で1か所に併合して審理が行われることが原則である。その併合先について明確な基準・規定はないが、通例では最も重大な事件発生地（京都地方裁判所）もしくは最初の事件発生地（神戸地方裁判所姫路支部）で併合審理される。しかし、本事件は罪状の比較的軽い事件で起訴された大阪地裁にて一括して審理される異例の措置が取られた。
本事件はいったん京都・松江など各地裁に起訴され、各地でそれぞれ弁護人が選任されたものの、被告人Nには弁護士費用を支払う能力がなかった。そのため、改めて大阪弁護士会所属の国選弁護人3人が選出され、被告人Nおよび弁護人側は大阪地裁での併合審理を希望した。また被告人Nは当時、大阪で起こした強盗殺人未遂事件を除きすべて起訴事実を一部または全面否認していたため、公判の長期化・複雑化が予想されたことから、検察側からも「人員的に最も充実している大阪地検が公判を担当するのが適当」という意見が主流だった。裁判所・検察・被告人および弁護人の三者による協議の結果、1992年5月12日には本事件を大阪地裁で併合審理することが正式に決定された。
一方で被告人Nは松江で拘置されていた1992年4月、独房の壁に頭をぶつけて自殺を図った。その後大阪拘置所へ移送されたが、同年6月29日夜には大阪拘置所の独房内にて剃刀で首・両腕など十数か所を切りつける自傷行為に及んだ。弁護人は自傷行為の理由を「拘置所内での厳しい監視への反発や、初公判を前にした不安が高じたためだ」「検察側から（初公判が間近に迫った1992年7月8日時点でも）証拠が開示されていないことは被告人の防御権の侵害であり、Nはそれに不満を募らせた」と説明した。

## 刑事裁判

### 第一審
1992年7月24日に大阪地方裁判所第3刑事部（七沢章裁判長）で、第一審の初公判が開かれたが、罪状認否で被告人Nは強盗殺人罪4件を全面的に否認した。
状況証拠の積み重ねにより犯行を立証しようとした検察側は「被告人Nのジャンパー・ベルトに付着していた血液をDNA型鑑定したところ、B事件の被害者と血液型が一致した」「犬の臭気を鑑別したところ、D事件現場からの押収物は被告人Nの体臭と同じ臭いが付いていた」などと主張し、それらの物的証拠について証人尋問も実施した。一方で4事件いずれも凶器は発見されておらず、犯行時間も不特定など重要な点で決定的な証拠はなく、被告人Nの弁護人は「被告人Nの自白がほとんどなく、個々の事件を被告人Nの犯行とする証拠がない」と一貫して無罪を主張した。
1992年10月5日の第2回公判では検察官が請求した証拠品（計約800点）に関する認否が行われ、被告人Nは検察官が提出した証拠品のうちA事件の際に被害者Aから奪われ、米子市内で旅館経営者に渡したとされる宝くじについて「見覚えがある」と供述した。結局、弁護人はA事件の現場から採取された指紋2個（検察官が「犯行日に被告人Nが店を訪れた」と主張する証拠）についてのみ証拠採用に同意した。同月29日、大阪地裁の3裁判官と検察官・弁護人はA事件の現場とその周辺を現場検証した。
1992年12月21日の第4回公判では天王寺区の強盗殺人未遂事件で被害者となった桂が証人として出廷し、「首を絞められ死ぬかと思った。今生きているのが不思議なくらいだ。被告人Nは殺意を否定しているが、厳重に罰してほしい」と証言した。1993年（平成5年）1月29日に京都地方裁判所で出張尋問が行われ、C事件の現場で働いていた女性従業員が犯行前後の店内の状況、凶器と推定された店のナイフなどについて証言した。
1994年（平成6年）7月28日の第21回公判で、弁護人はそれまで意見を留保していた供述調書などのうち、約180点（NがD事件で被害者Dの殺害を認めた調書、A事件を認めた自供書など）について証拠採用に同意したが、残り12点（Nが逮捕直後に全事件を認めたとされる自供調書2通など）に関しては「精神的・身体的に疲労・混乱した状態で、弁護士選任以前に作成され任意性がない」として不同意とした。
1995年（平成7年）3月19日に大阪地裁（松本芳希裁判長）で論告求刑公判が開かれ、検察官は被告人Nに死刑を求刑した。論告で、検察官は「史上稀に見る残虐で卑劣な犯行だが、全く反省していない。Nは刑務所を出所しては凶悪犯罪を繰り返しており、もはやNの矯正は、悪魔を改心させるごとく不可能だ。遺族も皆極刑を望んでいる」と主張した。
第一審は同年5月29日に開かれた公判で結審し、弁護人は最終弁論でA事件については言及しなかった一方、B・C・Dの強盗殺人3件については「検察官が示した数々の物証は事件と被告人Nを関連付ける証拠としては不十分」と訴え全面的に否認したほか、桂への強盗殺人未遂罪についても殺意を否認し、「動機は未解明」と無罪を主張した。
1995年9月11日に判決公判が開かれ、大阪地裁（松本芳希裁判長）は検察官の求刑通り被告人Nに死刑判決を言い渡した。同地裁はA事件について「『殺害後に金品奪取の意図が生じた』との疑念が残る」として強盗殺人罪の成立を認めず、殺人罪・窃盗罪を適用したが、逮捕直後に4件の殺人について犯行を概括的に認めたとされる被告人Nの供述について信用性を認めたほか、DNA型鑑定結果や「A事件現場に被告人Nの指紋が遺留されている点」「B事件以降の現場にあった靴跡は同一で、被告人Nの履いていた靴と認められる点」など、状況証拠を総合的に判断し「すべて被告人Nの連続犯行」と事実認定。「犯行は残虐・非道で同情の余地はなく、矯正・教育の効果も期待できない」と結論付けた。被告人Nおよび弁護人は大阪高等裁判所へ即日控訴した。

### 上訴審
1998年（平成10年）1月21日に大阪高等裁判所（角谷三千夫裁判長）で控訴審初公判が開かれたが、被告人NはA事件（殺人・窃盗事件）について第一審における全面否認から一転して「自分がやった。間違いない」と犯行を認めた一方、「犯行直前の飲酒で事件当時はかなり酔っていた。責任能力はない」と無罪を主張した。また、B・C・Dの強盗殺人3件と桂への強盗殺人未遂事件に関しては第一審と同様に「現場にいなかった」「殺意はなかった」などとして無罪を主張した。また同日、弁護人は「A事件の犯行当時、被告人Nは心神喪失か心神耗弱状態だった」として責任能力を否定する旨を初めて主張し、被告人Nの精神鑑定を請求した。
控訴審は2000年（平成12年）12月15日の第15回公判（裁判長：河上元康）で結審し、被告人Nの弁護人は最終弁論で改めて無罪を主張した。2001年（平成13年）6月20日に控訴審判決公判が開かれ、大阪高裁（河上元康裁判長）は第一審の死刑判決を支持し、被告人N（当時はK姓）の控訴を棄却する判決を言い渡した。被告人Nは控訴審判決を不服として同日付で最高裁判所へ上告した。被告人Nは2004年時点で9年間ほど収監先・大阪拘置所内にてデイビッド・T. ジョンソンと交流しており、ジョンソン宛の手紙で殺害を認めている被害者1人への祈りや同階に収容されていた少年の社会復帰を願う心情などを綴ったほか「これまで死刑を宣告された本人にしかわからない恐怖を味わいながら過ごしてきた。大罪を犯した者とはいえ、同じ拘置所にいた人が（今までに十数人）執行されるのを目の当たりにする度に『死』について深く思い知らされている」と述べていた。
2005年（平成17年）6月7日に最高裁第三小法廷（濱田邦夫裁判長）で上告審口頭弁論公判が開かれ、被告人N（当時K姓）の弁護人は一連の事件のうち、強盗殺人3件（B・C・Dの各事件）について「被告人は犯人ではない」と無罪を主張して死刑回避を求めた一方、検察官は死刑の維持を求めた。2005年6月7日に上告審判決公判が開かれ、最高裁第三小法廷（濱田邦夫裁判長）は一・二審の死刑判決を支持して被告人Nの上告を棄却する判決を言い渡したため、被告人Nの死刑が確定した。

## 死刑執行
死刑囚Nは死刑執行まで計10回にわたり再審請求を行ったが、その理由は実質的にほとんど同じだった。また、死刑確定者らを対象に実施されたアンケートに対しては以下のように回答していた。
- 2008年（平成20年）7月 - 8月にかけて「死刑廃止国際条約の批准を求めるフォーラム90」が実施したアンケート[139] - 「検察側の証人はコロコロ話が変わり全く信用できないのに、裁判官は検察側の証人ばかり証言を採用し、弁護人の証人の主張は聞き入れない。その点に納得できないので（再審を請求して）戦っている」[140]
- 2011年6月20日 - 8月31日に参議院議員・福島瑞穂が実施したアンケート[注 61][142] - 「弁護人から『（有罪確定後に冤罪が判明して再審が開かれ、元被告人の無罪が確定した）足利事件におけるDNA型鑑定は自分の事件と同じ方法だった』[注 56]と伝えられたが、自分のDNA型鑑定で使用された証拠品は『再鑑定する力がない』という理由で既に廃棄処分にされた。つまり『DNA型を鑑定できないのにいい加減な鑑定をした』ということだ。臭気鑑定でも他の事件で却下された鑑定手段の犬が本件で採用されており、その点も納得がいかない。元より刑務所生活が長かった上に19年間の拘置所生活を送った結果、拘禁症状・孤独病などの症状が出ている。刑務官たちの行動も自分のストレスを増幅させ、そのために睡眠薬・精神安定剤を服用している。2009年および2010年9月には法務大臣に苦情を申し出たが、早く返事をしてほしい」[143]
- 2015年7月に福島が実施したアンケート[144] - 「過去の事件で死刑・無期懲役に処された多くの人々に冤罪の可能性がある。他人事ではあるが（彼らの）無実が証明されてほしいと願うし、自分も無実を証明するために頑張って生きていきたい」[145]

2017年（平成29年）5月11日には再審請求の特別抗告が棄却されたことを受けて自力で再審請求を申し立て、裁判所からは死刑囚N宛に「2017年7月18日までに意見を提出するよう求める」と「求意見」が届いていた。
法務大臣金田勝年が発した死刑執行命令により、死刑囚N（61歳没）は2017年7月13日、収監先の大阪拘置所にて死刑を執行された。当時は再審請求中の死刑囚への刑執行は異例で、1999年（平成11年）12月以来だったが、金田は同日の臨時記者会見で「再審請求中だからと言って必ずしも死刑を回避するわけではない。仮に再審請求している死刑囚でも、その請求は棄却されることが確実であると予想せざるを得ない場合は死刑執行もやむを得ない」と説明した。
その後は2017年12月（市川一家4人殺害事件の死刑囚ら2人）・2018年7月（麻原彰晃以下、オウム真理教事件で死刑が確定した元教団幹部13人）・2018年12月・2019年（令和元年）8月および同年12月（福岡一家4人殺害事件の死刑囚ら2人）と、再審請求中の死刑囚に対しても死刑が執行される事例が相次いでいる。

## 考察・分析
幼くして母親を失い、少年時代から犯罪を繰り返していた加害者Nの生い立ちを踏まえ、矯正施設の在り方に疑問を呈する指摘・報道がなされた。1984年に『読売新聞』鳥取支局（大阪本社）記者としてNの強盗致傷事件を取材した寺田義則は事件後に「何のための服役だったのか？」と疑問を呈したほか、同紙には以下のように識者などの意見・考察が掲載された。
- 筑波大学教授（社会精神医学）・小田晋 - 「本事件は殺害行為自体に性的快楽を覚える快楽殺人ではないか？その証拠にNは事件現場に多くの指紋を残しているが、性的欲求・攻撃性により高まった興奮・衝動を抑えられなかったためだろう。被害者にNより年上の女性が多かった理由は、幼くして母親を亡くしたが故に母親の愛情を受けられなかったNが年上の女性に対する何らかのこだわりを有していたためかもしれない」[156]
- 社会評論家・赤塚行雄 - 「単純な金目当てなら中年のママが経営するスナック以外にも襲う場所はあったが、幼くして母親を失ったNは母性愛への渇きを癒そうとそのようなスナックを訪れて犯行に及んだのだろう。『幼少期の心の傷・恵まれない環境に根差した事件』という印象を受ける」[156]
- 作家・安部譲二 - 「刑務所の中は『自由にできるのは呼吸と夢を見ることだけ』と言えるほど徹底的に自由を奪い、人格を認めない環境だ。そのような環境で順法精神が育つだろうか？自分も20歳の時に懲役7年の判決を受けた際、被告人席で『いっそ死刑にしてくれ』と叫んだくらいだ。Nも当時の自分と同じ気持ちだったかもしれない」[41]

また上告審弁論で弁護側は「被告人Nは成年してから本事件まで約16年のうち15年以上服役してきたが、矯正教育そのものが犯罪傾向を著しく高めてきた」と指摘した。